# WHL 1971/72
Die Saison 1971/72 war die 20. reguläre Saison der Western Hockey League (WHL). Meister wurden die Denver Spurs.

## Modus
In der Regulären Saison absolvierten die sechs Mannschaften jeweils 72 Spiele. Die vier  bestplatzierten Mannschaften qualifizierten sich für die Playoffs. Für einen Sieg erhielt jede Mannschaft zwei Punkte, bei einem Unentschieden einen Punkt und bei einer Niederlage null Punkte.

## Reguläre Saison

### Tabelle
Abkürzungen: GP = Spiele, W = Siege, L = Niederlagen, T = Unentschieden, GF = Erzielte Tore, GA = Gegentore, Pts = Punkte
|                         | GP | W  | L  | T  | GF  | GA  | Pts |
| ----------------------- | -- | -- | -- | -- | --- | --- | --- |
| Denver Spurs            | 72 | 44 | 20 | 8  | 293 | 209 | 96  |
| Phoenix Roadrunners     | 72 | 40 | 27 | 5  | 283 | 235 | 85  |
| Portland Buckaroos      | 72 | 38 | 31 | 3  | 301 | 271 | 79  |
| San Diego Gulls         | 72 | 32 | 31 | 9  | 241 | 243 | 73  |
| Salt Lake Golden Eagles | 72 | 29 | 33 | 10 | 250 | 254 | 68  |
| Seattle Totems          | 72 | 12 | 53 | 7  | 175 | 331 | 31  |

## Playoffs
|  | Halbfinale | Halbfinale          | Halbfinale |  |  | Finale | Finale             | Finale |
|  |            |                     |            |  |  |        |                    |        |
|  |            |                     |            |  |  |        |                    |        |
|  | 1          | Denver Spurs        | 4          |  |  |        |                    |        |
|  | 4          | San Diego Gulls     | 0          |  |  |        |                    |        |
|  |            |                     |            |  |  | 1      | Denver Spurs       | 4      |
|  |            |                     |            |  |  | 3      | Portland Buckaroos | 1      |
|  | 2          | Phoenix Roadrunners | 2          |  |  |        |                    |        |
|  | 3          | Portland Buckaroos  | 4          |  |  |        |                    |        |
|  |            |                     |            |  |  |        |                    |        |